# 베르겔미르
베르겔미르(고대 노르드어: Bergelmir [bɛərˈɡɛlmɪər])는 노르드 신화의 서리 거인으로, 스루드겔미르의 아들이고 아우겔미르의 손자이다. 〈바프스루드니르가 말하기를〉 제29절에 그 이야기가 나온다.
“땅이 만들어지기 전에 셀 수도 없이 많은 겨울들이 지나고,
그때 베르겔미르가 태어났으니,
그의 아버지는 스루드겔미르였고,
그의 할아버지는 아우겔미르였다.”
〈길피의 속임수〉에 따르면 위미르가 오딘과 빌리와 베이 형제들에게 죽었을 때 위미르의 피가 흘러넘친 대홍수에서 베르겔미르와 그 아내만이 살아남았고, 이 부부는 서리 거인족의 조상이 되었다.

## 참고 자료
- Faulkes, Anthony (transl.) (1987). Edda (Snorri Sturluson). Everyman. ISBN 0-460-87616-3.
- Larrington, Carolyne (transl.) (1996). The Poetic Edda. Oxford World's Classics. ISBN 0-19-283946-2.